# Julius Madritsch

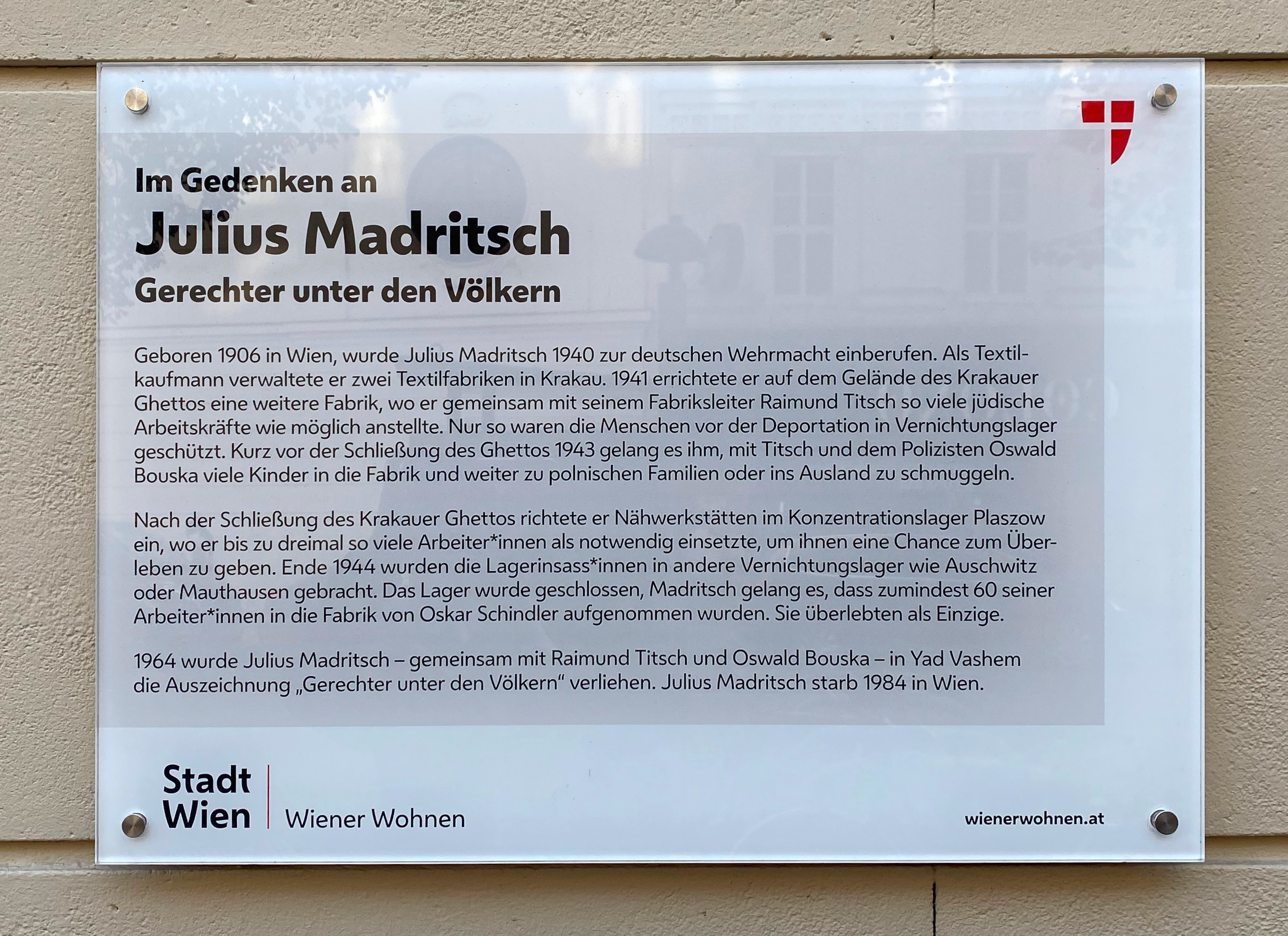
Gedenktafel für Julius Madritsch in der Landstraßer Hauptstraße in Wien

Julius Madritsch (* 4. August 1906 in Wien; † 11. Juni 1984 ebenda) war ein österreichischer Judenretter, der 1964 von Yad Vashem als „Gerechter unter den Völkern“ ausgezeichnet wurde.
Madritsch wurde 1940 zur deutschen Wehrmacht einberufen. Er war ausgebildeter Textilkaufmann und wurde als Treuhandverwalter zweier jüdischer Konfektionsbetriebe in der Nähe des Krakauer Ghettos eingesetzt. 1941 durfte er zudem direkt auf dem Ghettogelände eine weitere Fabrik einrichten, später folgte noch eine Filiale beim Ghetto Tarnow. In den Fabriken beschäftigte er so viele Juden wie möglich (darunter zu großen Teilen ungelernte Arbeiter), um sie vor der Deportation in Vernichtungslager zu schützen. Zusammen mit seinem Fabrikleiter Raimund Titsch sorgte Madritsch für humane Arbeitsbedingungen sowie erhöhte Nahrungsmittelrationen für die jüdischen Zwangsarbeiter, teilweise gab es in den Küchen der Fabriken sogar koscheres Essen. Zusammen mit Oswald Bosko, der als Polizist für die Bewachung des Krakauer Ghettos zuständig war, verhalf er wiederholt Juden zur Flucht aus dem Ghetto und schmuggelte Nahrung hinein.
1942 erfuhr Julius Madritsch von der bevorstehenden Deportation der Kinder aus dem Ghetto nach Auschwitz. Daraufhin schmuggelten Madritsch und Bosko die Kinder der Arbeiter aus dem Ghetto in die Fabriken, von wo aus diese außer Landes gebracht oder bei polnischen Familien versteckt werden konnten. Auf dieselbe Weise wurden auch hunderte jüdische Familien gerettet, die sich bei der „Auflösung“ des Ghettos im März 1943 in Kellern und Bunkern auf dem Ghettogelände versteckt hatten.
Bei der Auflösung des Ghettos wurden die in den Fabriken beschäftigten Arbeiter im KZ Plaszow interniert, von wo aus sie auf Antrag Madritschs zu Fuß zu den Fabriken gelangten. Als nach September 1943 das Verlassen des Lagers nicht mehr erlaubt war, verlegte Madritsch seine Fabrik auf das Lagergelände. Unter dem Vorwand, zusätzliche Nahrung als „Bonus für gute Leistungen“ zu verteilen, brachte er große Mengen Nahrungsmittel ins Lager, die er auch an nicht bei ihm beschäftigte Häftlinge verteilte.
Als das KZ Plaszow ab September 1944 aufgrund des Vormarsches der Roten Armee aufgelöst wurde, scheiterten alle Bemühungen von Madritsch und Titsch, ihre Arbeiter durch die Einstufung ihrer Fabriken als „kriegswichtige Produktionsstätten“ vor der Deportation zu bewahren. Nur ungefähr hundert Personen konnten in der Munitionsfabrik von Oskar Schindler im mährischen Brünnlitz untergebracht werden.
Madritsch ist 1984 verstorben und wurde auf dem Wiener Zentralfriedhof (Gruppe 73, Reihe 14, Nummer 82) begraben.